# Leche Celta

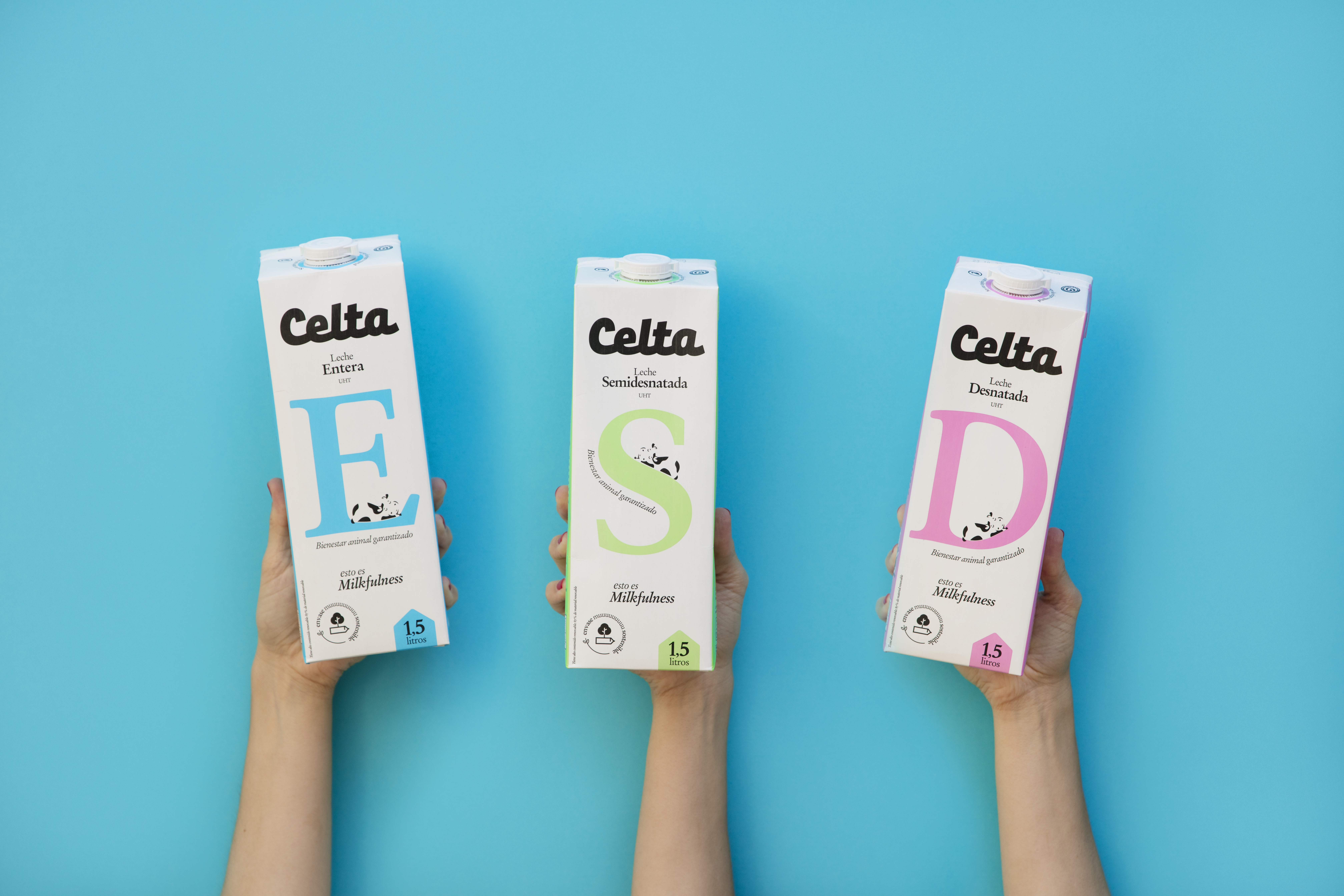
nueva imagen celta

Leche Celta, S.L.U. más conocida como Leche Celta o simplemente Celta, es una empresa española de origen gallego del sector lácteo con sede en Andrade, provincia de La Coruña. Actualmente cuenta con fábricas en Ávila, Cantabria y Puentedeume.
Leche Celta fue fundada en 1989, siendo el sector lácteo gallego ya bastante notorio. Comenzó a intentar diferenciar su marca a través de la venta de leche UHT en formato de 2 litros, cuyos envases usaban los entonces renovadores sistemas de embalaje Tetra Brik de la sueca Tetra Pak.

## Historia
En 1989 se funda la empresa en A Regueira, una pequeña población adscrita a la parroquia de Andrade en el municipio gallego de Puentedeume, en la provincia de La Coruña.
En el año 2000, la estadounidense con sede en Dallas, estado de Texas, Dean Foods compra Leche Celta por 84 millones de euros.
En 2006, la empresa portuguesa Lactogal compró Leche Celta a la estadounidense Dean Foods (que había sido comprada en 2001 por Suiza Foods Corporation y reestructurada por completo entre 2001 y 2005) por un importe de 50 millones de euros para irrumpir en el mercado español con fábricas y una marca ya posicionada y bien conocida por la clientela nacional.
En 2007, Leche Celta llevó a los tribunales europeos a la empresa francesa Celia (Grupo Lactalis) por similitudes en las marcas de leche y otros alimentos, solicitada por Celia en la Oficina de Armonización del Mercado Interior de Alicante en 2002. Finalmente en 2009 el TJUE dio la razón a Leche Celta a través del Auto del 11 de junio de 2009 (documento 2009/C 220/28).
En 2008, cuatro mil ganaderos ocuparon la fábrica de Leche Celta en Puentedeume por la decisión Puleva, Pascual y Lactogal, a la cual pertenece Leche Celta, de rebajar unos céntimos el precio de compra de la leche en origen. La protesta causó varios destrozos en la fábrica y se saldó con algunos reporteros gráficos heridos.
En 2011, el Tribunal Superior de Justicia de Galicia (TSXG) anuló una licencia de obra concedida en 2006 por el Concejo de Puentedeume a Leche Celta y rdenó la demolición de la planta de cogeneración construida sobre suelo catalogado como rústico.
En 2017, Leche Celta se convirtió en la primera empresa láctea en obtener el sello de bienestar animal y leche de Pastoreo otorgado por AENOR.
En 2022 Leche Celta estrena un nuevo posicionamiento de marca que incluye la renovación de su identidad visual, con un logotipo monocromo y de un solo trazo y el rediseño integral de sus envases. Estos se presentan con un diseño moderno en brik de cartón plant-based de 1,5 l de alto contenido renovable, reciclable y con tapón de origen vegetal.
Además, Celta lanza un nuevo concepto de marca, «Esto es Milkfulness».